# 洛布瓦河
洛布瓦河是俄羅斯的河流，屬於利亞利亞河的左支流，由斯維爾德洛夫斯克州負責管轄，河道全長260公里，流域面積3,980平方公里，流經西西伯利亞平原，河水主要來自雨水和融雪，每年十月至翌年四月結冰。